# Cotesia theclae
Cotesia theclae är en stekelart som först beskrevs av Riley 1881.  Cotesia theclae ingår i släktet Cotesia och familjen bracksteklar. Inga underarter finns listade i Catalogue of Life.